# Naukowo-Wydawniczy Instytut Badań Bezpieczeństwa i Obronności WSBPI Apeiron w Krakowie
Naukowo-Wydawniczy Instytut Badań Bezpieczeństwa i Obronności WSBPI Apeiron w Krakowie w Wyższej Szkole Bezpieczeństwa Publicznego i Indywidualnego w Krakowie (WSBPI). Działa przy Cracow Research Institute for Security & Defense (Krakowskim Instytucie Badań nad Bezpieczeństwem i Obronnością). Wydaje przede wszystkim publikacje upowszechniające wyniki badań naukowych z zakresu bezpieczeństwa. Publikuje prace badaczy teoretycznych, a także zorientowanych praktycznie badaczy reprezentujących wyższe szkoły wojskowe, policyjne, instytucje i startupy działające w zakresie bezpieczeństwa.

## Czasopisma naukowe
Naukowo-Wydawniczy Instytut Badań Bezpieczeństwa i Obronności WSBPI Apeiron w Krakowie jest wydawcą trzech czasopism naukowych, które znajdują się na liście czasopism punktowanych Ministerstw Nauki i Szkolnictwa Wyższego, ERIH+, Index Copernicus:

### „Security Dimensions”[3]
„Security Dimensions” to kwartalnik naukowy, w którym publikowane są artykuły naukowe w obrębie dyscypliny nauk o bezpieczeństwie zarówno w perspektywie teoretycznej, jak i empirycznej.

#### Cele
- rozwój i upowszechnianie wiedzy naukowej w zakresie nauk o bezpieczeństwie w aspekcie globalnym, narodowym, lokalnym i indywidualnym.
- ożywienie międzynarodowego dyskursu badawczego w obrębie nauk o bezpieczeństwie poprzez poszerzanie międzynarodowego zespół składającego się na Radę Naukową, grono recenzentów i redaktorów tematycznych oraz przyjmowanie tekstów naukowych od badaczy z różnych krajów Europy i świata.

#### Tematyka
Kwartalnik naukowy „Security Dimensions” koncentruje się głównie na naukach o bezpieczeństwie jako dyscyplinie przynależącej do dziedziny nauk społecznych w świetle kategoryzacji Ministerstwa Nauki i Szkolnictwa Wyższego. Tematy poruszane na łamach periodyku przynależą do następujących dyscyplin (na podstawie klasyfikacji OECD; w przypadku rozbieżności między klasyfikacjami w nawiasach podano też kategorie MNiSW oraz Biblioteki Kongresu – LCC):.

##### Bezpieczeństwo w obrębie dziedzinynauk społecznych
- Dyscyplina nauk o bezpieczeństwie (kategoria MNiSW; wg OECD: część dyscypliny nauk o polityce):
  - teoria badań bezpieczeństwa, w tym nowe propozycje i ujęcia dotyczące współczesnej securitologii,
  - grupy dyspozycyjne, analiza szkolnictwa i pracy służb mundurowych, antyterrorystów i innych,
  - ochrona osób i nieruchomości.
- Dyscyplina nauk prawnych: w szczególności prawne aspekty bezpieczeństwa i porządku krajowego oraz międzynarodowego (LCC: K) oraz kryminalistyka (LCC: HV).
- Dyscyplina nauk o polityce i administracji: w szczególności analiza współczesnych problemów polityki bezpieczeństwa (LCC: J).
- Dyscyplina antropologii: tematy związane z organizacjami i obronnością (MNiSW: dyscyplina etnologia, kulturoznawstwo i religioznawstwo w obrębie dziedziny nauk humanistycznych; LCC: GN).

##### Bezpieczeństwo w obrębie dziedzinynauk inżynieryjno-technicznych
- Technologiczne aspekty bezpieczeństwa narodowego i międzynarodowego,
- Inżynieria bezpieczeństwa, systemy przeciwdziałania skutkom zakłóceń i trudności spowodowanymi klęskami żywiołowymi lub umyślnym działaniem człowieka.

##### Bezpieczeństwo w obrębie dziedzinynauk humanistycznych
- Historia, nowe informacje o wydarzeniach historycznych lub ich nowe interpretacje (LCC: D, E-F),
- Etyka, analiza etycznych aspektów administracji, prakseologii, sportów walki itp. (LCC: BJ).
- Filozofia sztuk walki: rozważania na temat filozofii nowoczesnego i tradycyjnego Budo (LCC: GV).

##### Bezpieczeństwo w obrębie dziedzinynauk medycznychinauk o zdrowiu
- Medyczne aspekty bezpieczeństwa, kinezjologia,
- Forensyka (LCC: HV),
- Nauki o kulturze fizycznej: sztuki walki, analiza treningów dla sportowców trenujących walki wręcz (LCC: GV).

### „Kultura Bezpieczeństwa Nauka Praktyka Refleksje”[4]

#### Cele
- publikacja artykułów naukowych w obrębie dyscypliny nauk o bezpieczeństwie traktowanych interdyscyplinarnie
- promocja ujęcia badawczego w obrębie nauk o bezpieczeństwie znanego jako kultura bezpieczeństwa

#### Tematyka
Artykuły ukazujące się w kwartalniku „Kultura Bezpieczeństwa Nauka Praktyka Refleksje” kształtują dyskusję naukową na temat narodowej kultury bezpieczeństwa w Polsce oraz stanowią podbudowę międzynarodowych badań w zakresie nauk o bezpieczeństwie. Tematy poruszane na łamach periodyku przynależą do następujących dyscyplin (na podstawie klasyfikacji OECD z pewnymi modyfikacjami MNiSW; w przypadku rozbieżności między klasyfikacjami europejskimi i amerykańskimi, w nawiasach podano też kategorie Biblioteki Kongresu – LCC):

##### Nauki o bezpieczeństwie (MNiSW) isecurity studies(przynależące do nauk społecznych)
- kultura bezpieczeństwa, problemy bezpieczeństwa w epoce postzimnowojennej, bezpieczeństwo międzynarodowe i regionalne

##### Bezpieczeństwo i inne nauki społeczne
- bezpieczeństwo i nauki o obronności (kategoria MNiSW, wg OECD będąca częścią nauk politycznych; w LCC: U): np. problematyka strategii nuklearnej i broni jądrowej, kontrola zbrojeń, proliferacja broni
- bezpieczeństwo i ekonomia i biznes (LCC: HB-HJ): np. bezpieczeństwo finansowe i ekonomiczne

##### Bezpieczeństwo i nauki inżynieryjne i techniczne (LCC: T)
- cyberbezpieczeństwo

##### Bezpieczeństwo inauki przyrodnicze(LCC: Q, G-GF)
- bezpieczeństwo ekologiczne

##### Bezpieczeństwo inauki humanistyczne
- bezpieczeństwo a etyka (LCC: BJ)
- związane z bezpieczeństwem tematy z zakresu historii (LCC: D, E-F) obronności i dyplomacji

### „Security, Economy & Law”[5]
„Security, Economy & Law” to studencki kwartalnik naukowy, który rozpoczął działalność na początku roku akademickiego 2012/2013 z inicjatywy studentów Wyższej Szkoły Bezpieczeństwa Publicznego i Indywidualnego „Apeiron” w Krakowie. Kwartalnik jest studencką inicjatywą wydawniczą o charakterze międzynarodowym posiadającym wielonarodowościową Radę Naukową.

#### Cele
Początkowo głównym celem działania „Security, Economy and Law” było promowanie aktywności naukowej Wyższej Szkoły Bezpieczeństwa Publicznego i Indywidualnego „Apeiron”, zwłaszcza jej studentów – przyszłych badaczy i specjalistów, w tym członków Koła Naukowego Administracji Autonomicznym Systemem Bezpieczeństwa, organizacji studenckiej działającej na uczelni.
Obecnie cele „Security, Economy and Law” obejmują publikację tekstów naukowych autorstwa studentów z całej Europy i ze świata. Zespół czasopisma wspiera międzynarodową współpracę młodych reprezentantów takich dyscyplin, jak nauki o bezpieczeństwie, ekonomia i prawo.

#### Tematyka
„Security, Economy and Law” publikuje studenckie artykuły naukowe w obrębie następujących dyscyplin:
- administracja,
- prawo,
- nauki o bezpieczeństwie.

## Finansowanie
Oprócz finansowania z budżetu Naukowo-Wydawniczego Instytutu Badań Bezpieczeństwa i Obronności Wyższej Szkoły Bezpieczeństwa Publicznego i Indywidualnego „Apeiron” w Krakowie niektóre zadania związane z publikacją czasopisma „Kultura Bezpieczeństwa Nauka Praktyka Refleksje” oraz „Security Dimensions” są współfinansowane z budżetu Ministerstwa Nauki i Szkolnictwa Wyższego RP.
- „Kultura Bezpieczeństwa. Nauka – Praktyka – Refleksje” (stworzenie anglojęzycznych wersji wydawanych publikacji) – zadanie finansowane w ramach umowy nr 910/P-DUN/2018 ze środków Ministerstwa Nauki i Szkolnictwa Wyższego przeznaczonych na działalność upowszechniającą naukę.

- „Kultura Bezpieczeństwa. Nauka – Praktyka – Refleksje” (rodzaj zadania zgodnie z art. 25 ust. 4a ustawy: digitalizacja publikacji i monografii naukowych w celu zapewnienia otwartego dostępu do nich przez sieć Internet) – zadanie finansowane w ramach umowy nr 817/P-DUN/2017 ze środków Ministerstwa Nauki i Szkolnictwa Wyższego przeznaczonych na działalność upowszechniającą naukę.
- „Security Dimensions. International and National Studies” (stworzenie anglojęzycznych wersji wydawanych publikacji) – zadanie finansowane w ramach umowy nr 910/P-DUN/2018 ze środków Ministerstwa Nauki i Szkolnictwa Wyższego przeznaczonych na działalność upowszechniającą naukę.
- „Security Dimensions. International and National Studies” (udział zagranicznych recenzentów w ocenie publikacji) – zadanie finansowane w ramach umowy nr 910/P-DUN/2018 ze środków Ministerstwa Nauki i Szkolnictwa Wyższego przeznaczonych na działalność upowszechniającą naukę”.
- „Security Dimensions. International and National Studies” (digitalizacja publikacji i monografii naukowych w celu zapewnienia otwartego dostępu do nich przez sieć Internet) – zadanie finansowane w ramach umowy nr 910/P-DUN/2018 ze środków Ministerstwa Nauki i Szkolnictwa Wyższego przeznaczonych na działalność upowszechniającą naukę.